# Šesnaesta Vlada Republike Hrvatske
Šesnaesta Vlada Republike Hrvatske je aktualni saziv Vlade Republike Hrvatske, kojoj je mandat započeo 17. svibnja 2024.
Dana 17. svibnja 2024., na 1. sjednici, Hrvatski sabor je iskazao povjerenje Vladi Republike Hrvatske (sa 79 glasova „za”, 61 „protiv”, 1 „suzdržanim”).
Predsjednik Vlade je Andrej Plenković, kojemu je to treći uzastopni mandat na toj dužnosti.
Šesnaesta Vlada RH je manjinska koalicijska vlada sastavljena od HDZ-a, HSLS-a, HDS-a, HNS-a i HSU-a te Domovinskog pokreta i dijela nacionalnih manjina.

## Sastav

### Predsjednik i potpredsjednici
| Ime              | Dužnost        | Trajanje mandata                       | Politička stranka |
| ---------------- | -------------- | -------------------------------------- | ----------------- |
| Andrej Plenković | predsjednik    | 17. svibnja 2024. – danas              | HDZ               |
| Tomo Medved      | potpredsjednik | 17. svibnja 2024. – danas              | HDZ               |
| Davor Božinović  | potpredsjednik | 17. svibnja 2024. – danas              | HDZ               |
| Oleg Butković    | potpredsjednik | 17. svibnja 2024. – danas              | HDZ               |
| Ivan Anušić      | potpredsjednik | 17. svibnja 2024. – danas              | HDZ               |
| Branko Bačić     | potpredsjednik | 17. svibnja 2024. – danas              | HDZ               |
| Marko Primorac   | potpredsjednik | 17. svibnja 2024. – danas              | nestranački       |
| David Vlajčić    | potpredsjednik | 11. veljače 2025. – danas              | Domovinski pokret |
| Josip Dabro      | potpredsjednik | 17. svibnja 2024. – 18. siječnja 2025. | Domovinski pokret |

### Popis ministarstava
| Ministarstva                                                          | Ministar/ica          |
| --------------------------------------------------------------------- | --------------------- |
| Ministarstvo hrvatskih branitelja                                     | Tomo Medved           |
| Ministarstvo unutarnjih poslova                                       | Davor Božinović       |
| Ministarstvo mora, prometa i infrastrukture                           | Oleg Butković         |
| Ministarstvo obrane                                                   | Ivan Anušić           |
| Ministarstvo prostornog uređenja, graditeljstva i državne imovine     | Branko Bačić          |
| Ministarstvo financija                                                | Marko Primorac        |
| Ministarstvo poljoprivrede, šumarstva i ribarstva                     | David Vlajčić         |
| Ministarstvo vanjskih i europskih poslova                             | Gordan Grlić Radman   |
| Ministarstvo gospodarstva                                             | Ante Šušnjar          |
| Ministarstvo zaštite okoliša i zelene tranzicije                      | Marija Vučković       |
| Ministarstvo pravosuđa, uprave i digitalne transformacije             | Damir Habijan         |
| Ministarstvo znanosti, obrazovanja i mladih                           | Radovan Fuchs         |
| Ministarstvo demografije i useljeništva                               | Ivan Šipić            |
| Ministarstvo kulture i medija                                         | Nina Obuljen Koržinek |
| Ministarstvo turizma i sporta                                         | Tonči Glavina         |
| Ministarstvo regionalnog razvoja i fondova Europske unije             | Šime Erlić            |
| Ministarstvo rada, mirovinskog sustava, obitelji i socijalne politike | Marin Piletić         |
| Ministarstvo zdravstva                                                | Irena Hrstić          |

Izvor:

## Izmjene
| R. br. | Dužnost                                           | Prethodni kandidat | Datum odlaska       | Novi kandidat       | Datum imenovanja  |
| ------ | ------------------------------------------------- | ------------------ | ------------------- | ------------------- | ----------------- |
| 0.     | cijela Vlada                                      | –                  | –                   | svi kandidati/kinje | 17. svibnja 2024. |
| 1.     | Ministarstvo zdravstva                            | Vili Beroš         | 15. studenoga 2024. | Irena Hrstić        | 6. prosinca 2024. |
| 2.     | Ministarstvo poljoprivrede, šumarstva i ribarstva | Josip Dabro        | 18. siječnja 2025.  | David Vlajčić       | 11. veljače 2025. |

## Poveznice
- Vlada Republike Hrvatske
- Popis hrvatskih predsjednika Vlade
- Predsjednik Vlade Republike Hrvatske
- Popis smijenjenih ministara Vlada Andreja Plenkovića § 16. Vlada